# 攝關政治
攝關政治是平安時代，以藤原北家（藤原良房支派），以攝政或關白的職位，作為天皇的代理人或輔佐者獨掌朝廷權力的一種政治制度。攝關政治類似於中國的外戚干政，而其所象徵的是日本中世以來的律令制度的瓦解。其後所接替的政治制度是院政。

## 攝關政治的發展

### 藤原氏的抬頭
遷都平安京後，大和朝廷喪失了軍事力量。地方上再也無法控制豪族，而中央政府也陷入了鬥爭中。藤原氏在這樣混亂的局面中，以外戚身分開始逐步的掌控大權。
攝關政治的起源於藤原冬嗣在810年，獲得嵯峨天皇信任，擔任天皇首席秘書官——「藏人頭」，使得藤原北家開始掌控了朝政大權。其後由於清和天皇幼年即位，冬嗣之子藤原良房以天皇外祖父之身分擔任攝政掌權。之後良房之子藤原基經更以清和天皇性情凶暴為由，罷黜天皇。改立九歲的皇太子（基經之外孫）繼位為陽成天皇。又為了掃除反對勢力使自己有血緣關係的時康親王繼位（光孝天皇），利用承和之變掃除反對勢力。至此藤原家已經完全掌控朝政，甚至可以輕易廢立天皇。
之後的宇多天皇恐懼藤原家的勢力，乃詔令一切政務皆關白於太政大臣。從此確立了天皇幼年設立攝政輔佐，成年以關白之職控制朝政。形成了以外戚身分長期掌控國家政權的特殊政體。

### 皇權反撲的失敗
藤原基經死後關白政治一度中斷，宇多天皇為了壓制藤原氏的專權，親政後不設立關白。改以漢學家菅原道真為右大臣，基經之子藤原時平為左大臣共同執政。以圖恢復天皇權力。而在宇多天皇之後，藤原氏向繼位的醍醐天皇誣告菅原道真策畫謀反，醍醐天皇乃貶菅原道真為九州太宰府權帥，迫其離開朝廷。朝政又落到了藤原氏手中。
而醍醐天皇與村上天皇在藤原忠平死後不設關白之職，力圖整頓律令制度。但其努力卻不能挽回律令制度瓦解的頹勢。到了969年，藤原實賴以天皇病弱，又自任關白，排除異己。此後攝政與關白成為常設官職。更加深了藤原氏不可動搖的獨裁體制。

### 藤原氏的高峰與衰敗
到了11世紀的藤原道長與其子藤原賴通時，透過不斷跟皇室的聯姻，加強對朝政的控制。使其掌權達三十年之久。而藤原賴通更是掌權達五十年之久。這對父子掌權的八十年，藤原氏的私邸反而成為了國政的中心。而朝廷變成了虛設的儀式場所。藤原氏不只控制朝廷，又操控了地方的國司。皇權從此名存實亡。可說自此日本天皇到其後的幕府時代就沒有實際掌權過。
後來繼位的後三條天皇，為了擺脫藤原氏的控制，結合了各方反對藤原氏的勢力。自己退位給白河天皇，成為上皇，開設院政以太上天皇之姿控制朝政。攝關政治從此衰弱。